# Station Warszawa Zachodnia
Station Warszawa Zachodnia (vertaald: Warschau West) is een spoorwegstation in het stadsdeel Ochota in de Poolse hoofdstad Warschau.